# 미인아 (BONAMANA)
《미인아 (BONAMANA)》는 슈퍼주니어의 정규 4집 음반이다. 2010년 5월 13일에 A버전을 발매하였다. A, B 버전의 수록곡은 동일하며, 앨범커버와 그리고 앨범속지, 초회발매판에 포함된 포토카드가 다르다.
5월 10일 타이틀 곡〈미인아 (BONAMANA)〉가 선공개되었고, 5월 12일 뮤직비디오가 공개되었다. 전체적인 음악색깔은 미디움 템포, 일렉트로닉 신스, Groove 등의 다양한 장르를 사용하여 3집의 연장선상에 있다.

## 수록곡
| #   | 제목                                 | 작사   | 작곡                                                     | 편곡                                                     | 재생 시간 |
| --- | ------------------------------------ | ------ | -------------------------------------------------------- | -------------------------------------------------------- | --------- |
| 1.  | 〈미인아 (BONAMANA)〉                | 유영진 | 유영진                                                   | 유영진                                                   | 3:58      |
| 2.  | 〈나쁜 여자〉 (Boom Boom)            | 켄지   | Hayden Bell, Wayne Beckford, Ray Lavender                | 켄지                                                     | 3:15      |
| 3.  | 〈응결〉 (Coagulation)               | 박창현 | 박창현                                                   | 박창현                                                   | 4:20      |
| 4.  | 〈나란 사람〉 (Your Eyes)            | 김정배 | 켄지                                                     | 켄지                                                     | 3:41      |
| 5.  | 〈My Only Girl〉                     | 홍지유 | Brandon Fraley, Joshua Welton                            | 유한진                                                   | 3:09      |
| 6.  | 〈사랑이 이렇게〉 (My All Is In You) | 권윤정 | Luther “Squeak” Jackson, Stephen Beckham                 | 김태성, Noday                                            | 3:35      |
| 7.  | 〈Shake It Up!〉                     | 김영후 | Ryan Jhun. Antwann Frost,Ronald Frost,Micheal Muncie,C-2 | Ryan Jhun. Antwann Frost,Ronald Frost,Micheal Muncie,C-2 | 3:03      |
| 8.  | 〈잠들고 싶어〉 (In My Dream)        | 권윤정 | 김지후                                                   | 김지후                                                   | 5:03      |
| 9.  | 〈봄날〉 (One Fine Spring Day)       | 권윤정 | MAGNUS ANDERSSON                                         | MAGNUS ANDERSSON                                         | 3:56      |
| 10. | 〈좋은 사람〉 (Good Person)          | 유희열 | 유희열                                                   | 켄지                                                     | 4:04      |
| 11. | 〈Here We Go〉                       | 김이나 | Carl Utbult, Tebey Ottoh, Fredrik Hult                   | 황성제                                                   | 3:50      |

| #   | 제목                                 | 작사   | 작곡                                                     | 편곡                                                     | 재생 시간 |
| --- | ------------------------------------ | ------ | -------------------------------------------------------- | -------------------------------------------------------- | --------- |
| 1.  | 〈미인아〉 (BONAMANA)                | 유영진 | 유영진                                                   | 유영진                                                   | 3:58      |
| 2.  | 〈너 같은 사람 또 없어 (No Other)〉  | 켄지   | Reefa, Ryan Jhun, C-2                                    | Reefa, Ryan Jhun.,C-2, 김태성                            | 4:16      |
| 3.  | 〈Shake It Up!〉 (Remix Ver.)        | 김영후 | Ryan Jhun. Antwann Frost,Ronald Frost,Micheal Muncie,C-2 | Chance of One way, Ichiro "I.T.K"                        | 3:03      |
| 4.  | 〈진심〉 (All My Heart)              | 홍지유 | 이특, 헨리                                               | 김태성, Noday                                            | 3:43      |
| 5.  | 〈여행〉 (A Short Journey)           | 은혁   | 동해                                                     | 김태성, Noday, 김은영                                    | 3:43      |
| 6.  | 〈나쁜 여자〉 (Boom Boom)            | 켄지   | Hayden Bell, Wayne Beckford, Ray Lavender                | 켄지                                                     | 3:15      |
| 7.  | 〈응결〉 (Coagulation)               | 박창현 | 박창현                                                   | 박창현                                                   | 4:20      |
| 8.  | 〈나란 사람〉 (Your Eyes)            | 김정배 | 켄지                                                     | 켄지                                                     | 3:41      |
| 9.  | 〈My Only Girl〉                     | 홍지유 | Brandon Fraley, Joshua Welton                            | 유한진                                                   | 3:09      |
| 10. | 〈사랑이 이렇게〉 (My All Is In You) | 권윤정 | Luther “Squeak” Jackson, Stephen Beckham                 | 김태성, Noday                                            | 3:35      |
| 11. | 〈Shake It Up!〉                     | 김영후 | Ryan Jhun. Antwann Frost,Ronald Frost,Micheal Muncie,C-2 | Ryan Jhun. Antwann Frost,Ronald Frost,Micheal Muncie,C-2 | 3:03      |
| 12. | 〈잠들고 싶어〉 (In My Dream)        | 권윤정 | 김지후                                                   | 김지후                                                   | 5:03      |
| 13. | 〈봄날〉 (One Fine Spring Day)       | 권윤정 | MAGNUS ANDERSSON                                         | MAGNUS ANDERSSON                                         | 3:56      |
| 14. | 〈좋은 사람〉 (Good Person)          | 유희열 | 유희열                                                   | 켄지                                                     | 4:04      |
| 15. | 〈Here We Go〉                       | 김이나 | Carl Utbult, Tebey Ottoh, Fredrik Hult                   | 황성제                                                   | 3:50      |

| 곡 제목                          | 곡 당 파트 열외 멤버 (참여한 멤버) |
| 미인아 (BONAMANA)                | -                                  |
| 너 같은 사람 또 없어 (No Other)  | -                                  |
| Shake It Up!                     | 신동, 시원                         |
| 진심 (All My Heart)              | 강인, 신동                         |
| 여행 (A Short Journey)           | (예성, 강인, 동해, 려욱, 규현)     |
| 나쁜 여자 (Boom Boom)            | 신동                               |
| 응결 (Coagulation)               | (예성, 려욱, 규현)                 |
| 나란 사람 (Your Eyes)            | (예성, 규현)                       |
| My Only Girl                     | 강인, 신동                         |
| 사랑이 이렇게 (My All Is In You) | 희철, 강인, 신동, 은혁             |
| 잠들고 싶어 (In My Dream)        | (예성, 성민, 동해, 려욱, 규현)     |
| 봄날 (One Fine Spring Day)       | (려욱)                             |
| 좋은 사람 (Good Person)          | 신동, 시원                         |
| Here We Go                       | 희철, 신동, 시원                   |

- 본 앨범 활동 및 자켓 촬영에 참여한 멤버들에 한해서 작성.

### 수록곡
트랙 번호는 리패키지 기준
- 트랙 3번 Shake It Up! (Remix Ver.)은 4집 트랙 7번(리패키지 11번) Shake It Up!의 리믹스 버전으로 동해가 리믹스하였다.[1]
- 트랙 4번 진심 (All My Heart)은 이특과 슈퍼주니어-M의 헨리가 함께 작곡한 발라드 곡이며 이특이 데뷔 후 정식 공개한 첫 자작곡이다.
- 트랙 5번 여행 (A Short Journey)은 동해의 자작곡으로 은혁이 작사했으며 강인이 입대 전에 참여한 노래이다. 디지털 음원 수익금은 전액 기부, 어려운 이웃과 소외계층을 돕는데 사용하였다.[2]
- 트랙 7번 응결 (Coagulation)은 슈퍼주니어-K.R.Y가 부른 노래이다.
- 트랙 8번 나란 사람 (Your Eyes)는 예성과 규현의 듀엣곡이다.
- 트랙 13번 봄날 (One Fine Spring)은 려욱의 솔로곡이다.
- 트랙 14번 좋은 사람 (Good Person)은 토이의 곡인 좋은 사람을 리메이크한 곡이다.

## 차트 기록

### 가온차트
| 곡명                            | 디지털 종합 차트 | 앨범 차트 |
| ------------------------------- | ---------------- | --------- |
| 미인아 (BONAMANA)               | 8위              | 1위       |
| 너 같은 사람 또 없어 (No Other) | 20위             | -         |

### 가요 프로그램 수상

#### 미인아 (BONAMANA)
- 5월 21일 KBS 《뮤직뱅크》 K-Chart 1위(1주)
- 5월 28일 KBS 《뮤직뱅크》 K-Chart 1위(2주)
- 6월 4일 KBS 《뮤직뱅크》 K-Chart 1위(3주)[3]
- 5월 30일 SBS 《인기가요》뮤티즌송(1주)
- 6월 6일 SBS 《인기가요》뮤티즌송(2주)
- 6월 13일 SBS 《인기가요》뮤티즌송(3주)[4]

#### 너 같은 사람 또 없어 (No Other)
- 7월 9일 KBS 《뮤직뱅크》 K-Chart 1위(1주)[5]
- 7월 11일 SBS 《인기가요》뮤티즌송(1주)

## 에피소드

### 미인아 (BONAMANA)
- 이번 정규앨범 4집에서는 지난 2009년 음주 운전 사고 후 군 입대를 결정한 강인을 제외한 10명이 음반 참여를 했다.
- 5월 10일, 타이틀곡 선공개를 시작으로 12일에는 뮤직비디오 공개, 13일에 정식발매되었다.
- 5월 14일 KBS《뮤직뱅크》를 시작으로 15일 MBC 《음악중심》, 16일《SBS 인기가요》로 컴백했다.
- 미인아의 포인트 춤은 스케이팅 댄스 혹은 피겨 댄스다. 볼까말까 볼까말까하는 부분에서 왼팔을 허리에, 오른손을 위로 아래로 하는 것으로 김연아의 피겨스케이팅 장면에서 나온 춤이다.[6]
- 5월 18일, 시원이 침샘 염증 제거 수술을 받았다. 음악방송 출연은 꾸준히 했지만 기자간담회에는 불참했다.[7]
- 6월 3일, 규현이 학창시절부터 앓아오던 중이염 수술을 받아 6월 대부분의 음악방송에 출연하지 못했다.[8] 규현은《뮤직뱅크》2010년 상반기 결산특집을 시작으로 활동을 재개했고,[9]6월 4일 방송분 및 인기가요 6월 13일 방송에서 멤버들은 1위 앵콜송을 부르면서 미인아를 규현아로 개사해서 불렀다.[10][11]
- 6월 20일, 중이염으로 휴식 중인 규현을 제외하고 멤버 전원이 야행성에 출연했다.[12]
- 6월 27일, 신동과 성민, 동해가《환상의 짝꿍》에 게스트로 출연했다. 성민이 원피스 잠옷을 입고 잔다는 동해의 발언이 화제가 되었다.[13]
- 《SBS 인기가요》에서 3주 연속 뮤티즌송을 수상했다.[14] 6월 마지막 주를 끝으로 미인아 활동을 마무리하였다.

### 너 같은 사람 또 없어 (No Other)
- 후속곡인 너 같은 사람 또 없어 (No Other)는 6월 25일 음원 선공개를 시작으로 28일에 전격 발매되었다.
- 7월 첫째 주《뮤직뱅크》를 시작으로《음악중심》과《인기가요》에서 후속곡 무대를 펼쳤다.
- 7월 6일과 7월 13일에 시원, 동해, 규현이《강심장》(이특, 은혁, 신동은 고정패널)에 출연했다.[15]
- 희철과 시원을 제외한 모든 멤버들이 7월 18일에 방송된 유희열의 스케치북에 출연했다.[16]
- 그리고 7월 23일, 24일, 25일 음악방송을 끝으로 공식적인 4집 활동을 마무리 짓고 2010년 8월에 아시아 투어 SUPER SHOW 3를 시작하였다.

## 방송 출연 목록
| 방영 일자                            | 프로그램                                                                | 비고                                                                         |
| ------------------------------------ | ----------------------------------------------------------------------- | ---------------------------------------------------------------------------- |
| 음악 프로그램                        |                                                                         |                                                                              |
| 2010년 5월 14일                      | KBS 2TV 뮤직뱅크                                                        | 핫2슈 + 나쁜 여자 (Boom Boom) + 미인아 (BONAMANA)                            |
| 2010년 5월 15일                      | MBC 쇼! 음악중심                                                        | 나쁜 여자 (Boom Boom) + 미인아 (BONAMANA)                                    |
| 2010년 5월 16일                      | SBS 인기가요                                                            | 인터뷰 + 나쁜 여자 (Boom Boom) + 미인아 (BONAMANA)                           |
| 2010년 5월 21일                      | KBS 2TV 뮤직뱅크                                                        | 인터뷰 + 미인아 (BONAMANA) + 1위                                             |
| 2010년 5월 22일                      | MBC 쇼! 음악중심                                                        | 미인아 (BONAMANA)                                                            |
| 2010년 5월 28일                      | KBS 2TV 뮤직뱅크                                                        | 미인아 (BONAMANA) + 1위                                                      |
| 2010년 5월 29일                      | MBC 쇼! 음악중심                                                        | 미인아 (BONAMANA)                                                            |
| 2010년 5월 30일 (15일 녹화)          | KBS 1TV 열린음악회                                                      | Sorry, Sorry + 멘트 + 미인아 (BONAMANA)                                      |
| 2010년 6월 4일                       | KBS 2TV 뮤직뱅크 (규현 제외)                                            | 인터뷰 + 미인아 (BONAMANA) + 1위                                             |
| 2010년 6월 5일                       | MBC 쇼! 음악중심 (규현 제외)                                            | 미인아 (BONAMANA)                                                            |
| 2010년 6월 11일                      | KBS 2TV 뮤직뱅크 (규현 제외)                                            | 대기실 + 미인아 (BONAMANA)                                                   |
| 2010년 6월 12일                      | MBC 쇼! 음악중심 (규현 제외)                                            | 미인아 (BONAMANA)                                                            |
| 2010년 6월 13일                      | SBS 인기가요 (규현 제외)                                                | 미인아 (BONAMANA) + 1~3주차 뮤티즌송 수상                                    |
| 2010년 6월 19일                      | MBC 쇼! 음악중심 (규현 제외)                                            | 미인아 (BONAMANA)                                                            |
| 2010년 6월 20일                      | SBS 인기가요 (규현 제외)                                                | 미인아 (BONAMANA)                                                            |
| 2010년 6월 25일                      | KBS 2TV 뮤직뱅크 상반기 결산                                            | 신동, 은혁 - 널 붙잡을 노래 + 미인아 (BONAMANA)                              |
| 2010년 6월 27일 (20일 녹화)          | Y-star 라이브 파워 뮤직 - 한마음 빅 콘서트 (희철, 규현 제외)            | 미인아 (BONAMANA)                                                            |
| 2010년 7월 2일                       | KBS 2TV 뮤직뱅크                                                        | 대기실 + 너 같은 사람 또 없어 (No Other)                                     |
| 2010년 7월 3일                       | MBC 쇼! 음악중심                                                        | 너 같은 사람 또 없어 (No Other)                                              |
| 2010년 7월 9일                       | KBS 2TV 뮤직뱅크                                                        | 인터뷰 + 너 같은 사람 또 없어 (No Other) + 1위                               |
| 2010년 7월 11일                      | SBS 인기가요                                                            | 너 같은 사람 또 없어 (No Other) + 뮤티즌송                                   |
| 2010년 7월 16일                      | KBS 2TV 뮤직뱅크                                                        | 인터뷰 + 너 같은 사람 또 없어 (No Other)                                     |
| 2010년 7월 18일 (10일 녹화)          | Y-star 라이브 파워 뮤직 (희철 제외)                                     | 너 같은 사람 또 없어 (No Other) + 멘트 + 미인아 (BONAMANA)                   |
| 2010년 7월 23일                      | KBS 2TV 뮤직뱅크                                                        | 대기실 + 너 같은 사람 또 없어 (No Other)                                     |
| 2010년 7월 24일                      | MBC 쇼! 음악중심                                                        | 너 같은 사람 또 없어 (No Other) + 미인아 (BONAMANA)                          |
| 2010년 7월 25일                      | SBS 인기가요                                                            | 너 같은 사람 또 없어 (No Other) + 미인아 (BONAMANA)                          |
| 2010년 7월 25일 (현지 시각 6일 녹화) | KBS 1TV 열린음악회 - 중국 글로벌 한상 대회 기념 (희철, 시원, 규현 제외) | 너 같은 사람 또 없어 (No Other) + 멘트 + 미인아 (BONAMANA)                   |
| 2010년 12월 17일                     | KBS 2TV 뮤직뱅크                                                        | 대기실 + 미인아 (BONAMANA)                                                   |
| 2010년 12월 19일                     | SBS 인기가요                                                            | 너 같은 사람 또 없어 (No Other) + 미인아 (BONAMANA)                          |
| 2010년 12월 25일 (사전 녹화)         | MBC 쇼! 음악중심                                                        | 미인아 (BONAMANA)                                                            |
| 예능 프로그램                        |                                                                         |                                                                              |
| 2010년 5월 4일                       | SBS 강심장                                                              | 이특, 희철, 신동, 은혁                                                       |
| 2010년 5월 11일                      | SBS 강심장                                                              | 이특, 희철, 신동, 은혁                                                       |
| 2010년 5월 31일                      | MBC 유재석 김원희의 놀러와 - 국위선양 아이돌 특집                       | 이특, 희철, 신동, 동해, 규현                                                 |
| 2010년 6월 24일                      | KBS 2TV 해피투게더                                                      | 이특, 은혁                                                                   |
| 2010년 7월 6일                       | SBS 강심장                                                              | 이특, 신동, 은혁, 동해, 시원, 규현                                           |
| 2010년 7월 13일                      | SBS 강심장                                                              | 이특, 신동, 은혁, 동해, 시원, 규현                                           |
| 2010년 7월 23일                      | KBS 2TV 유희열의 스케치북                                               | 희철, 시원 제외                                                              |
| 2010년 7월 25일                      | SBS 도전 1000곡                                                         | 예성, 은혁, 려욱                                                             |
| 2010년 7월 31일                      | MBC 세바퀴                                                              | 예성, 동해, 규현                                                             |
| 2010년 8월 1일                       | SBS 도전 1000곡                                                         | 예성, 은혁, 려욱                                                             |
| 2010년 8월 14일                      | KBS 2TV 연예가중계                                                      | SUPER SHOW 3 서울 공연 현장                                                  |
| 2010년 9월 23일 (16일 녹화)          | MBC 추석특집 라디오스타 슈퍼쇼                                          | 이특, 신동, 성민, 은혁, 동해, 려욱, 규현                                     |
| 2010년 11월 30일                     | SBS 강심장                                                              | 이특, 신동, 은혁, 동해                                                       |
| 2010년 12월 5일                      | SBS 일요일이 좋다 런닝맨                                                | 희철                                                                         |
| 2010년 12월 7일                      | SBS 강심장                                                              | 이특, 신동, 은혁, 동해                                                       |
| 2010년 12월 19일                     | SBS 일요일이 좋다 런닝맨                                                | 시원                                                                         |
| 2011년 1월 3일                       | MBC 유재석 김원희의 놀러와 - '지금은 효녀시대' 특집                     | 이특, 예성                                                                   |
| 2011년 5월 6일                       | tvN 오천만의 대질문                                                     | 이특, 희철, 예성, 신동                                                       |
| 라디오 출연                          |                                                                         |                                                                              |
| 특집 프로그램 및 시상식              |                                                                         |                                                                              |
| 2010년 7월 25일                      | 2010 미스코리아 선발대회 (tvN 생중계)                                   | 미인아 (BONAMANA)                                                            |
| 2010년 12월 9일                      | 2010 골든디스크상                                                       | MSN 아시아 인기상 + 본상 + Sorry, Sorry + 미인아 (BONAMANA)                  |
| 2010년 12월 29일                     | 2010 SBS 가요대전                                                       | 미인아 (BONAMANA)                                                            |
| 2010년 12월 30일                     | 2010 KBS 가요대축제                                                     | SUPERMAN + 미인아 (BONAMANA)                                                 |
| 2011년 1월 1일                       | 2010 MBC 가요대제전                                                     | U (With f(x)) + 희철 슈프림팀 콜라보 무대 + Sorry, Sorry + 미인아 (BONAMANA) |